# Королівка (Поліський район)
Королівка — колишнє село в Україні, яке було відселено через наслідки аварії на ЧАЕС і зняте з обліку 1999 року.

## Короткі відомості
Знаходиться в Поліському районі Київської області, за 17 км від колишнього райцентру. Розташоване на річці Бобер.
Час виникнення та походження назви села невідомі.
За даними Ревізії V, у 1795 році в слобідці Королівка було 9 дворів. Всього 58 осіб. Прізвища селян: Куракса, Губський, Гриб, Гончар, Бобровник, Радченко, Осадчий, Цимбал. Всі мешканці позначені як хлібороби.
1864 року у селі було 35 дворів. 1886 року тут мешкало 432 особи.
1900 року у селі було 43 двори, мешкало 580 мешканців, що займалися здебільшого землеробством. У селі була кузня та 3 вітряки.
Село підпорядковувалося Мартиновицькій волості Радомисльського повіту.
У радянський час село Королівка підпорядковувалося Максимовицькій сільській раді Поліського району. 1986 року у селі налічувалось 182 двори, дані про населення наразі не встановлені, але ймовірно населення становило близько 900–1100 мешканців. Станом на 1989 рік в селі вже проживало 373 особи.
Внаслідок сильного радіаційного забруднення (село опинилося вздовж «західного сліду») усіх мешканців було переселено у 1993 або 1992 році до села Сезенків. Офіційно зняте з обліку 1999 року через відсутність населення.
Після Чорнобильської катастрофи село увійшло до 30-кілометрової зони відчуження.
З лютого по квітень 2022 року село було окуповане російськими військами внаслідок вторгнення 2022 року.

## Постаті
- Антоненко Василь Миколайович (1971—2015) — солдат Збройних сил України, учасник російсько-української війни.